# Emil Martínez
Emil José Martínez Cruz (ur. 17 września 1982 w El Progreso) – piłkarz honduraski grający na pozycji pomocnika.

## Kariera klubowa
Emil Martínez jest wychowankiem klubu CD Marathón. Marathónem dwukrotnie zdobył mistrzostwo Hondurasu: Clausura 2002 i Clausura 2003. W latach 2005–2006 występował w Kostaryce w klubie LD Alajuelense.
W latach 2006–2008 był ponownie zawodnikiem Marathónu, po czym wyjechał do Chin, gdzie występował w Shanghai Shenhua
Beijing Guo’an. Z Beijing Guo’an wygrał rozgrywki Chinese Super League. W pierwszą część 2010 roku spędził w Meksyku w Indios de Ciudad Juárez, a drugą w chińskim Hangzhou Greentown, po czym na początku 2011 powrócił do CD Marathón. Międzyczasie grał też w Hunan Billows.

## Kariera reprezentacyjna
W reprezentacji Hondurasu Martínez zadebiutował w 2002. W następnym roku uczestniczył w Złotym Pucharze CONCACAF. Na turnieju w USA wystąpił w dwóch meczach z Meksykiem i Brazylią. W 2007 po raz drugi uczestniczył w Złotym Pucharze CONCACAF, na którym Honduras dotarł do ćwierćfinału. Na turnieju w USA wystąpił w trzech meczach z Panamą, Meksykiem i Kubą. W 2011 po raz trzeci uczestniczy w Złotym Pucharze CONCACAF.
W 2008 Martínez uczestniczył w Igrzyskach Olimpijskich. Na turnieju w Pekinie wystąpił we wszystkich trzech przegranych meczach grupowych z Włochami, Kamerunem i Koreą Południową.